# Glory of Love
Singles de Peter Cetera
Livin' in the Limelight
(1982) The Next Time I Fall (en)
(1986)
Glory of Love est une chanson interprétée par le chanteur américain Peter Cetera qu'il a écrite avec Diane Nini et composée avec David Foster. Sortie en single en juin 1986, elle est extraite de la bande originale du film Karaté Kid : Le Moment de vérité 2 et du second album solo de Peter Cetera Solitude/Solitaire (en).
Il s'agit du premier single du chanteur depuis son départ du groupe Chicago en 1985.
Il se classe en tête des ventes aux États-Unis, au Canada et en Suède.
La chanson était destinée à l'origine pour la bande originale du film Rocky 4, mais les producteurs ne l'ont pas aimée,.

## Distinctions
En 1987, Glory of Love est nommée pour le Golden Globe de la meilleure chanson originale et pour l'Oscar de la meilleure chanson originale,.
Peter Cetera reçoit une nomination pour le Grammy Award du meilleur chanteur pop.
Le morceau gagne l'ASCAP Award de la chanson la plus jouée tirée d'un film (Most Performed Song from a Motion Picture) et le BMI Film and TV Awards de la chanson la plus jouée tirée d'un film (Most Performed Song from a Film),.

## Classements hebdomadaires
| Classement (1986)                          | Meilleure position |
| ------------------------------------------ | ------------------ |
| Afrique du Sud (Springbok Radio)           | 3                  |
| Allemagne (GfK Entertainment)              | 24                 |
| Australie (Kent Music Report)              | 9                  |
| Autriche (Ö3 Austria Top 40)               | 11                 |
| Belgique (Flandre Ultratop 50 Singles)     | 19                 |
| Canada (RPM 100 Singles)                   | 1                  |
| États-Unis (Billboard Hot 100)             | 1                  |
| États-Unis (Hot Adult Contemporary Tracks) | 1                  |
| Irlande (IRMA)                             | 2                  |
| Norvège (VG-lista)                         | 2                  |
| Nouvelle-Zélande (RMNZ)                    | 25                 |
| Pays-Bas (Nederlandse Top 40)              | 21                 |
| Pays-Bas (Single Top 100)                  | 18                 |
| Royaume-Uni (UK Singles Chart)             | 3                  |
| Suède (Sverigetopplistan)                  | 1                  |
| Suisse (Schweizer Hitparade)               | 5                  |

## Certifications
| Pays              | Certification | Unités certifiées |
| ----------------- | ------------- | ----------------- |
| Royaume-Uni (BPI) | Argent        | 250 000           |